# 大同江駅
大同江駅（テドンガンえき、朝: 대동강역）は、朝鮮民主主義人民共和国の平壌市大同江区域にある朝鮮民主主義人民共和国鉄道省が管轄する鉄道駅である。

## 詳細
朝鮮戦争中の1950年11月から12月までは、大韓民国側の水色機関区（現：水色車両事業所）によって、臨津江駅から当駅まで軍用列車が運行されていた。

### 路線
当駅は平釜線と平徳線の分岐駅である。
起点から当駅までは、平徳線と平釜線は線路を併用する。

## 周辺環境
当駅は大同江の南岸に位置し、平壌駅との間には大同江鉄橋が在る。
なお、嘗て近隣に在った大同江ホテルは1999年に全焼した。

## 歴史
- 1926年10月1日：開業[7]。

## 隣接駅
鉄道省
平釜線
平壌駅 - 大同江駅 - 力浦駅
平徳線
平壌駅 - 大同江駅 - 東平壌駅